# Канова (Південна Дакота)
Канова (англ. Canova) — місто (англ. town) в США, в окрузі Майнер штату Південна Дакота. Населення — 89 осіб (2020).

## Географія
Канова розташована за координатами 43°52′53″ пн. ш. 97°30′14″ зх. д. / 43.88139° пн. ш. 97.50389° зх. д. (43.881257, -97.503958).  За даними Бюро перепису населення США в 2010 році місто мало площу 0,81 км², уся площа — суходіл.

## Демографія
Згідно з переписом 2010 року, у місті мешкало 105 осіб у 47 домогосподарствах у складі 24 родин. Густота населення становила 129 осіб/км².  Було 59 помешкань (72/км²).
Расовий склад населення:
| - 98,1 % — білих - 1,9 % — чорних або афроамериканців |

До двох чи більше рас належало 0,0 %. Частка іспаномовних становила 7,6 % від усіх жителів.
За віковим діапазоном населення розподілялося таким чином: 21,0 % — особи молодші 18 років, 58,0 % — особи у віці 18—64 років, 21,0 % — особи у віці 65 років та старші. Медіана віку мешканця становила 44,3 року. На 100 осіб жіночої статі у місті припадало 90,9 чоловіків;  на 100 жінок у віці від 18 років та старших — 84,4 чоловіків також старших 18 років.
Середній дохід на одне домашнє господарство  становив 60 749 доларів США (медіана — 48 125), а середній дохід на одну сім'ю — 75 162 долари (медіана — 70 000). За межею бідності перебувало 8,0 % осіб, у тому числі 9,5 % дітей у віці до 18 років та 3,0 % осіб у віці 65 років та старших.
Цивільне працевлаштоване населення становило 44 особи. Основні галузі зайнятості: виробництво — 22,7 %, сільське господарство, лісництво, риболовля — 22,7 %, роздрібна торгівля — 13,6 %, науковці, спеціалісти, менеджери — 11,4 %.